# 광주 수창초등학교 본관
광주 수창초등학교 본관(光州 壽昌初等學校 本館)은 광주광역시 북구에 있는 일제강점기의 건축물이다. 2004년 9월 4일 대한민국의 국가등록문화재 제95호로 지정되었다.

## 개요
1931년 건립된 이 건물은 1921년에 개교한 광주서방공립보통학교 건물로 지어져 지금은 수창초등학교의 본관으로 사용되고 있다. 1층과 2층 사이 벽체에는 벽돌 쌓기 방법을 달리하여 건물 입면에 변화를 주었고, 지붕에는 채광 및 환기를 위한 지붕창을 설치하여 지붕 뼈대가 썩는 것을 막고 있다. 광주 지역에서 일제 강점기에 건립된 초등학교 건물 가운데 남아 있는 것이 드물어 보존 가치가 높은 건물이다.

## 같이 보기
- 광주수창초등학교

## 참고 자료
- 광주 수창초등학교 본관 - 국가유산청 국가유산포털